# Batesville Casket
Batesville Casket — американская компания, производитель гробов и урн для кремации. Является дочерней компанией Hillenbrand Inc., со штаб-квартирой в Бейтсвилле, штат Индиана.
Компания управляет 4 заводами в Бейтсвилле (штат Индиана), Чиуауа (Мексика), Манчестер (Теннесси) и Виксбург (Миссисипи).
История компании началась в 1884 году, когда Джон А. Хилленбранд начал производить деревянные гробы ручной работы. Гробы были украшены декоративной резьбой, выполненной компаниями по производству гробов и мебели. В 1906 году Хилленбранд приобрёл обанкротившуюся компанию Batesville Coffin Company и переименовал её в Batesville Casket Company.